# Бейнбридж (округ Гога, Огайо)
Бейнбридж (англ. Bainbridge) — переписна місцевість (CDP) в США, в окрузі Ґоґа штату Огайо. Населення — 9242 особи (2020).

## Географія
Бейнбридж розташований за координатами 41°23′45″ пн. ш. 81°20′9″ зх. д. / 41.39583° пн. ш. 81.33583° зх. д. (41.395970, -81.335870).  За даними Бюро перепису населення США в 2010 році переписна місцевість мала площу 8,97 км², з яких 8,78 км² — суходіл та 0,19 км² — водойми.

## Демографія
Згідно з переписом 2010 року, у переписній місцевості мешкало 3267 осіб у 1262 домогосподарствах у складі 940 родин. Густота населення становила 364 особи/км².  Було 1330 помешкань (148/км²).
Расовий склад населення:
| - 96,3 % — білих - 1,5 % — чорних або афроамериканців - 0,6 % — азіатів - 0,1 % — вихідців з тихоокеанських островів - 0,1 % — корінних американців |

До двох чи більше рас належало 1,0 %. Частка іспаномовних становила 0,9 % від усіх жителів.
За віковим діапазоном населення розподілялося таким чином: 27,0 % — особи молодші 18 років, 56,0 % — особи у віці 18—64 років, 17,0 % — особи у віці 65 років та старші. Медіана віку мешканця становила 44,9 року. На 100 осіб жіночої статі у переписній місцевості припадало 91,5 чоловіків;  на 100 жінок у віці від 18 років та старших — 85,2 чоловіків також старших 18 років.
Середній дохід на одне домашнє господарство  становив 111 738 доларів США (медіана — 98 839), а середній дохід на одну сім'ю — 131 324 долари (медіана — 126 518). Медіана доходів становила 72 656 доларів для чоловіків та 57 778 доларів для жінок. За межею бідності перебувало 2,5 % осіб, у тому числі 0,0 % дітей у віці до 18 років та 3,7 % осіб у віці 65 років та старших.
Цивільне працевлаштоване населення становило 1550 осіб. Основні галузі зайнятості: освіта, охорона здоров'я та соціальна допомога — 32,6 %, виробництво — 18,2 %, роздрібна торгівля — 11,4 %, науковці, спеціалісти, менеджери — 11,4 %.